# Vega Honda
Vega Honda es una localidad peruana ubicada en el distrito de Chulucanas, perteneciente a la provincia de Morropón del departamento de Piura, al norte del Perú. 

## Ubicación
Vega Honda se ubica al oeste de la provincia de Morropón, en el distrito de Chulucanas, en el departamento de Piura.

## Demografía
En 2017 Vega Honda tenía una población de 56 habitantes.
| Gráfica de evolución demográfica de Vega Honda entre 1993 y 2017 |
|                                                                  |
| Fuentes: Población 1993 y 2017                                   |